# Peter Windt
Peter Windt, född den 3 maj 1973 i Veendam, Nederländerna, är en nederländsk landhockeyspelare.
Han tog OS-guld i herrarnas landhockeyturnering i samband med de olympiska landhockeytävlingarna 2000 i Sydney.